# Walter Ackermann (Pädagoge)
Walter Ackermann (* 11. Juni 1889 in Eisenach; † 21. April 1978 in Wiesbaden) war ein deutscher Pädagoge.

## Leben
Walter Ackermann besuchte von 1899 bis 1908 das Gymnasium in Coburg und studierte anschließend bis 1914 Philosophie, Mathematik und Physik in Lausanne (1908), Berlin (1908–1909) und Göttingen (1909/10–1914). Hier erfuhr er nach eigenen Worten „die größten Fortschritte meiner geistigen Entwicklung“ durch den Philosophen Leonard Nelson, dessen Kreis er sich anschloss.
1914 konnte er noch sein Staatsexamen ablegen und promovieren, bevor er als Kriegsfreiwilliger in einer Fliegertruppe der Infanterie an die Front geschickt wurde. Bei einem Aufklärungsflug verlor er hier 1917 seine linke Hand.
1919 wurde er Assistent des Soziologen Franz Oppenheimer in Frankfurt, einem Bekannten Nelsons; Oppenheimer gab nach Nelsons frühem Tode ab 1929 mit dem Nobelpreisträger Otto Meyerhof und Nelsons langjähriger Mitarbeiterin Minna Specht bis 1937 die Bände 5 und 6 der Abhandlungen der Neuen Fries'schen Schule heraus, die Nelson mit dem Mathematiker Gerhard Hessenberg und zunächst auch mit dem Physiologen Karl Kaiser ab 1904 als Neue Folge herauszugeben begonnen, aber im Zusammenhang mit den Folgen des Ersten Weltkrieges um 1918 wieder eingestellt hatte.
Mit dem Pädagogen Otto Haase (1893–1961) aus dem Nelson-Kreis unternahm Ackermann 1920 vergeblich den Versuch, in Binz auf Rügen eine Schule am Meer zu gründen, so dass er bis zu seiner Assessorenprüfung im Jahre 1922 zunächst am Lietzschen Landerziehungsheim Schloss Bieberstein tätig war. Nach kurzem Engagement im Landerziehungsheim Bergschule Hochwaldhausen im Vogelsberg trat er darauf jedoch in Thüringen in den Staatsdienst und arbeitete als Studienrat an der Aufbauschule Greiz im Vogtland.
1928 wechselte er nach Berlin und begann seine Tätigkeit in der Schulfarm Insel Scharfenberg im Tegeler See. Nach der Machtergreifung Hitlers ging er 1934 an eine höhere Knabenschule in Charlottenburg und wurde in der Folge wegen seiner „halbarischen“ Frau und angeblicher „Wehrzersetzung“ innerhalb Berlins mehrfach versetzt. 1943 ließ er sich deswegen auf eigenen Antrag pensionieren und siedelte nach Freiburg im Breisgau über.
Nach dem Zusammenbruch des Dritten Reichs wurde er an der 1946 eröffneten Pädagogischen Hochschule in Göttingen zum Dozenten für Philosophie berufen und 1946 dort zum Professor ernannt – „als dritter ehemaliger Scharfenberger Lehrer neben Blume und Ziegelmayer“.
Nach seiner Emeritierung im Jahre 1954 war ihm noch ein langer Lebensabend gegönnt.